# Duinbaardmos
Duinbaardmos (Usnea wasmuthii) is een korstmossoort uit de familie Parmeliaceae. Het leeft op laanbomen. Hij leeft in symbiose met de alg Trebouxioid.

## Determinatie
Duinbaardmos is een struikvormig korstmos. Het thallus is 2–8 cm hoog, eerst rechtopstaand en soms hangend. De hoofdvertakkingen zijn cilindrisch, tot 1,5 mm dik, en vertakken onregelmatig met een isotomisch-dichotome structuur. De oppervlakken variëren van licht tot donker grijsgroen, vaak zwart aan de basis, met kleine transversale scheurtjes en soms longitudinale barstjes die een baksteenachtig patroon vormen.
Hij heeft de volgende kleurreacties: soralen en medulla reageren K–, P-, (barbatic acid), of K+ geel→rood, Pd geel→oranje.

## Verspreiding
In Nederland is duinbaardmos zeer zeldzaam en staat op de Nederlandse Rode Lijst in de categorie 'Bedreigd'.